# Andrei Wladimirowitsch Lutai

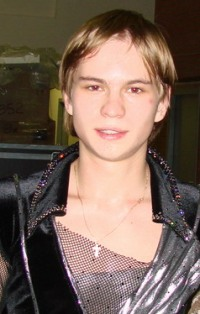
Andrei Lutai bei der Russischen Meisterschaft 2007

Andrei Wladimirowitsch Lutai (russisch Андрей Владимирович Лутай, * 24. Juli 1986 in Belgorod, Russische SFSR, Sowjetunion) ist ein russischer Eiskunstläufer, der im Einzellauf startet.
Lutai begann im Jahr 1991 mit dem Eiskunstlaufen. Er hat zwei Geschwister, die von seiner Mutter, einer Sprechtherapeutin im Kindergarten, ebenfalls zum Eiskunstlauf geschickt wurden. Seine 15 Jahre ältere Schwester Jelena ist Eiskunstlauftrainerin und war, bis er 12 Jahre alt war, seine Trainerin, sein Bruder Alexander arbeitet als Manager in einer Firma. Nachdem in seiner Heimatstadt Belgorod die Eishalle geschlossen worden war, ging er für ein Jahr nach Samara, bevor er im Jahr 2001 nach Sankt Petersburg übersiedelte, um bei Alexei Mischin und dessen Frau Tatjana im Jubileiny-Sportkomplex zu trainieren. Den Wechsel in die Trainingsgruppe Mischins hatte Lutais ältere Schwester organisiert. Im Jahr 2005 brach er seinen Fuß, eine Verletzung, die ihn auch in späteren Jahren immer wieder behinderte.
Nachdem er mit Platz zwei bei russischen Meisterschaften erstmals das Podium erreicht hatte, debütierte er 2007 bei Welt- und Europameisterschaften und schloss mit dem zwanzigsten, bzw. fünften Platz ab. Im Jahr darauf wurde er erneut russischer Vizemeister. Bei der Europameisterschaft wurde er Achter, an der Weltmeisterschaft nahm er nicht teil. 2009 ging er als nationaler Dritter zur Europameisterschaft und erreichte den siebten Platz. Bei der Weltmeisterschaft wurde er Zehnter.
Nach dem zehnten Platz beim Grand-Prix-Wettbewerb Skate America im November 2009 wurde Lutai in Lake Placid, New York festgenommen. Ihm wurden Autodiebstahl und Trunkenheit am Steuer vorgeworfen. Lutai plädierte auf nicht schuldig. Nach drei Tagen wurde er aus der Haft entlassen. Der russische Eiskunstlaufverband sperrte Lutai für ein Jahr, wodurch er die Olympischen Spiele in Vancouver verpasste.
Im April 2010 heiratete Lutai in Sofia die bulgarische Eistänzerin Ina Demirewa, Schwester der Eistanzweltmeisterin Albena Denkowa. Ihre gemeinsame Tochter kam im September desselben Jahres zur Welt. Seit Anfang 2010 wohnt Lutai in Sofia und trainiert mit seiner Frau sowie Albena Denkowa und Maxim Stawiski in deren Eiskunstlaufverein. Zu seinen Schülern gehört Georgi Kentschadse.
Lutai hoffte nach eigener Aussage, an der Saison 2011/12 wieder aktiv teilnehmen zu können.

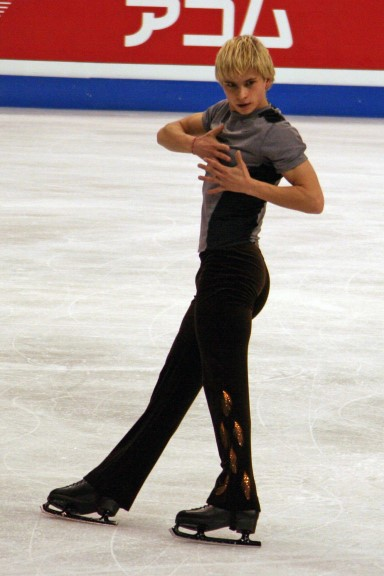
Lutai bei der Weltmeisterschaft 2009

## Ergebnisse
| Meisterschaft / Jahr           | 2003  | 2004  | 2005  | 2006  | 2007  | 2008  | 2009  | 2010  |
| ------------------------------ | ----- | ----- | ----- | ----- | ----- | ----- | ----- | ----- |
| Weltmeisterschaften            |       |       |       |       | 20.   |       | 10.   |       |
| Europameisterschaften          |       |       |       |       | 5.    | 8.    | 7.    |       |
| Russische Meisterschaften      | 8.    | 4.    | 7.    | 7.    | 2.    | 2.    | 3.    |       |
| –                              |       |       |       |       |       |       |       |       |
| Grand-Prix-Wettbewerb / Saison | 02/03 | 03/04 | 04/05 | 05/06 | 06/07 | 07/08 | 08/09 | 09/10 |
| Skate America                  |       |       |       |       |       | 7.    |       | 10.   |
| NHK Trophy                     |       |       |       |       |       |       | 9.    |       |
| Trophée Eric Bompard           |       |       |       |       |       |       | 11.   |       |
| Cup of Russia                  |       |       |       |       |       | 9.    |       |       |